# Такіс Зенетос
Такіс Зенетос (грец. Τάκης Ζενέτος, 1926, Афіни — 28 червня 1977, Афіни) — грецький архітектор-модерніст, учень Ле Корбюзьє.

## Біографічні відомості
Такіс Зенетос народився 1926 року в Афінах. Був членом EPON. Навчався в Академії витончених мистецтв в Парижі, був учнем Ле Корбюзьє. Закінчив навчання 1954 року.
Найвідоміші свої проекти праці Такіс Зенетос створив і реалізував в період між 1953 і 1977 роками. Це пивоварня FIX спільно із Маргарітісом Апостолідісом, театр Лікавіта (1965), так звана, «Кругла школа» в Айос-Дімітріос (1969), «Будинок-Краб» (1961) — також спільно із Маргарітісом Апостолідісом. Авторству Зенетоса належать загалом понад 120 проектів, серед яких план розвитку Аттики, численні промислові та офісні будівлі.
Від початку своєї наукової кар'єри займався питаннями майбутнього розширення електронної культури. Результатом цього дослідження стала праця «Електронний урбанізм», у якій виклав бачення міста майбутнього (1971).
Такіс Зенетос покінчив життя самогубством 1977 року, впавши з балкона свого будинку в афінському районі Колонакі.